# Bom Jesus do Norte
Bom Jesus do Norte é um município brasileiro do estado do Espírito Santo. Situa-se a uma altitude de 70 metros. O município tem uma população de 10.254 habitantes e abrange uma área de 89,084 quilômetros quadrados. Seu núcleo urbano é contíguo à cidade fluminense de Bom Jesus do Itabapoana, da qual é separada apenas pelo Rio Itapapoana.

## História
A região que hoje é Bom Jesus do Norte, até 1964, data de sua emancipação, pertencia ao município de São José do Calçado.
No século XIX, os colonizadores Coronel José Dutra Nicácio, José Francisco de Melo, José Lima da Silveira, Marciano Lúcio e Caboclo Valério, em busca de terras para trabalhos agrícolas chegaram à região, situada às margens do Rio Itabapoana, fundando então um pequeno povoado, que veio a formar a cidade de Bom Jesus do Norte.
No ano de 1911 o povoado foi considerado distrito sobre a denominação de Bom Jesus do Jardim.
Em 1914 ocorreram mudanças na região com a criação do “Ordem e Progresso Futebol Clube” e a Inauguração da Estação da Estrada de Ferro do Itabapoana.
O primeiro terminal de uma estrada de ferro chegou à região em 1879, com a Rede Ferroviária Carangola-Santo Eduardo. O outro foi em 1883, a Estação Porto Alegre que deu origem ao povoado de Itaperuna, contando com a presença de D. Pedro II em sua inauguração. Em 1892 foi construída a ponte sobre o rio, ligando Santo Eduardo à Ponte do Itabapoana, o que fez com que os trilhos fossem ligados a Cachoeiro do Itapemirim. Da estação de Ponte do Itabapoana os trilhos seguiram para o povoado de Boa Vista, em 1896. A Estrada de Ferro do Itabapoana funcionou até o final dos anos 1940 e início da década de 1950, quando foi desativada e posteriormente extinta.
Em novembro de 1938 pela Lei nº 9.941 passou a denominar-se Bom Jesus do Norte, por estar ao norte do Rio Itabapoana.
Em dezembro de 1963 a Lei nº 1911 tornou o território, agora desmembrado de São José do Calçado, município. Sua instalação se deu no dia 9 de abril de 1964.

## Geografia
A área do município é de 89,084 km². O município é constituído somente pela sede, não contando com nenhum outro distrito. Pertencente à mesorregião Sul Espírito-santense e microrregião Cachoeiro de Itapemirim, localiza-se a sudeste da capital do estado, distando desta cerca de 217 km.

### Demografia
Em 2010 a população do município foi contada pelo Instituto Brasileiro de Geografia e Estatística (IBGE) em 106,37 habitantes por quilômetro quadrado, onde a população residente é de 9.476 pessoas sendo 4.584 homens e 4.892 mulheres. A população é predominantemente urbana com 894 habitantes vivendo no meio rural.

### Relevo e hidrografia
O município situa-se a uma altitude de 70 metros. O solo de Bom Jesus do Norte está associado a solos pouco profundos, com capacidade de retenção de água, ácidos e de baixa fertilidade natural.O município é banhado pela Bacia Hidrográfica do Rio Itabapoana, cujo principal rio é o Itabapoana, que serve limite entre os Estados do Espírito Santo e Rio de Janeiro.

### Clima
O clima de Bom Jesus do norte é caracterizado como tropical, possui uma temperatura media anual de 23 °C, mega-térmico e sub-úmido, com verão muito quente e pequenos excedentes de água, e o inverno é ameno, seco e de pequenos déficits de água.

### Flora e Fauna
A vegetação nativa do município é basicamente [tropical], com bioma [Mata Atlântica]. A princípio a vegetação original se modificou devido à produção cafeeira que em seguida foi substituída por pastagens. A fauna local é caracterizada principalmente pela presença de mamíferos e répteis de pequeno porte como tatus, pacas, ouriços caixeiros, gambás, preguiças e cachorros do mato, lagartos e cobras. Entre as aves, a fauna municipal conta com pássaros como o Tico-tico, o Tiziu, o Coleiro e várias espécies de Canários.

## Economia
O Produto Interno Bruto (PIB) da cidade gira em torno de 6 757 R$/ha e baseia-se na extração mineral, o cultivo do café e a bovinocultura leiteira. O município possui a sede da Cooperativa Agrária Vale do Itabapoana - CAVIL, que é composta produtores rurais de diversos municípios da região sul do Espírito Santo.

As atividades de comércio, serviços e industrial se manifestam de maneira pouco expressiva, com atividade comercial concentrada nas duas principais ruas do Centro da Cidade. A atividade industrial conta com a Polycron indústria de linhas que emprega cerca de 120 funcionários e a Indústria de Beneficiamento da CAVIL.

## Educação
O município de Bom Jesus do Norte oferece ensino público nas modalidades Infantil e Fundamental I.
- Escola Municipal de Ensino Fundamental Coronel Antônio Honório
- Escola Municipal de Ensino Infantil e Ensino Fundamental São Sebastião
- Escola Municipal de Ensino Infantil e Ensino Fundamental Minervina da Silva Araújo
- Escola Municipal de Educação Infantil Creche Tia Filinha
- Escola Municipal de Educação Infantil Creche Tia Cotinha
- Escola Municipal de Educação Infantil e Fundamental Conquista
- Escola Municipal de Educação Infantil Creche Tia Ignês
- Escola Estadual Unidocente de Ensino Fundamental Palmeiras
- Creche Almir Alvarenga Borges
- Escola Estadual de Ensino Fundamental e Médio Horácio Plínio
- Escola Municipal Deputado Gil Velloso

## Clubes
Ordem e Progresso Futebol Clube é uma agremiação esportiva fundada no dia 6 de maio de 1914.
Clube Recreativo de Servidores Militares do ABC.

## Hino
I
Bom Jesus do Norte gosto de você
Do que você é e será
Um botão de rosa a desabrochar
Dentro do meu peito onde quer que eu vá
II
Bom Jesus do Norte jardim em flor
A moderna Igreja Original
Bandeira
O progresso auriverde o “mais querido”
Que é o campeão do nosso futebol
III
Hospitalidade é o lema da cidade
Para quem chegar
Tem beleza, tem encantos
Tem o São Geraldo
Para nos ajudar
Autor: Sebastião de Paula

## Associações
′Nome′: Associação Comercial e Industrial de Bom Jesus do Norte
′Presidente′: Willian Delattorre
Outras Informações: A associação oferece aos seus sócios diversos serviços nas áreas administrativas e comerciais, tais como assessorias contábil e jurídica, consultas ao SPC - Serviço de Proteção ao Crédito, e na área clínica oferece serviços de Fisioterapia e Odontologia.
Nome: Associação do Bairro Silvana
Nome: Associação do Bairro Sebastião
Nome: Associação do Bairro São João
Nome: Associação do Bairro Vista Alegre

### Associações Filantrópicas
Nome: Grupo de Assistência de Combate às Drogas G.A.C.D.
′Outras Informações′: A G.A.C.D. é uma ONG que atende a Bom Jesus do Norte e a toda a Região do Vale do Itabapoana, realizando um trabalho de prevenção e recuperação de dependentes químicos. A Entidade oferece a jovens e crianças o desenvolvimento de trabalhos artesanais, terapia ocupacional, oficia de teatro, além de contar também com uma sala de vídeo. A ONG também oferece apoio clínico nas áreas de psiquiatria, ginecologia e clínica geral.
Nome: Sociedade São Vicente de Paulo – Vicentinos
Outras Informações: A Entidade presta diversos serviços à comunidade.